# 자유중학교
자유중학교(自由中學校)는 대한민국 전북특별자치도 고창군 고창읍 석교리에 있는 사립 중학교이다.

## 학교 연혁
- 1945년 : 『고창고등여학교 기성회』 조직
- 1945년 : 개교 및 제1회 입학식(읍내리 163번지)
- 1946년 : 『고창고등여학교』 설립인가(4년제)
- 1948년 : 『재단법인 고창여자중학교』 인가(교촌리 75번지)
- 1949년 : 『고창고등여학교』 를 『고창여자중학교』 (6년제)로 개칭
- 1951년 : 고창여자중학교 6년제 제1회 졸업식
- 1951년 : 고창여자중학교 4년제 제2회 졸업식
- 1951년 : 고창여자중학교 3년제 제3회 졸업식
- 1951년 : 수업 연한이 3년제로 변경
- 1960년 : 모양성(읍내리 125-9번지)으로 이전
- 1985년 : 학산 정규진 선생 이사장 취임
- 1986년 : 학교법인 학산학원 인가
- 1986년 : 고창여자중ㆍ고등학교(교촌리 295번지) 이전
- 1999년 : 고창여자중학교를 현 위치(보릿골로 176)로 이전
- 2003년 : 예능관 신축
- 2007년 : 본관동 완공
- 2021년 : 자유중학교로 교명 변경(남ㆍ여 공학 전환)
- 2023년 : 제75회 졸업식(122명, 연 14,076명)
- 2024년 : 제24대 김정민 교장 취임

## 참고 자료
- 자유중학교 - 한국교육학술정보원 학교알리미